# Hyundai Veloster
La Hyundai Veloster è una coupé sportiva prodotta dalla casa automobilistica coreana Hyundai Motor Company a partire dal 2011. 
Al salone dell'automobile di Detroit del 2018 ne è stata presentata la seconda serie.

## Storia e profilo

### Prototipo HND-3 (2007)

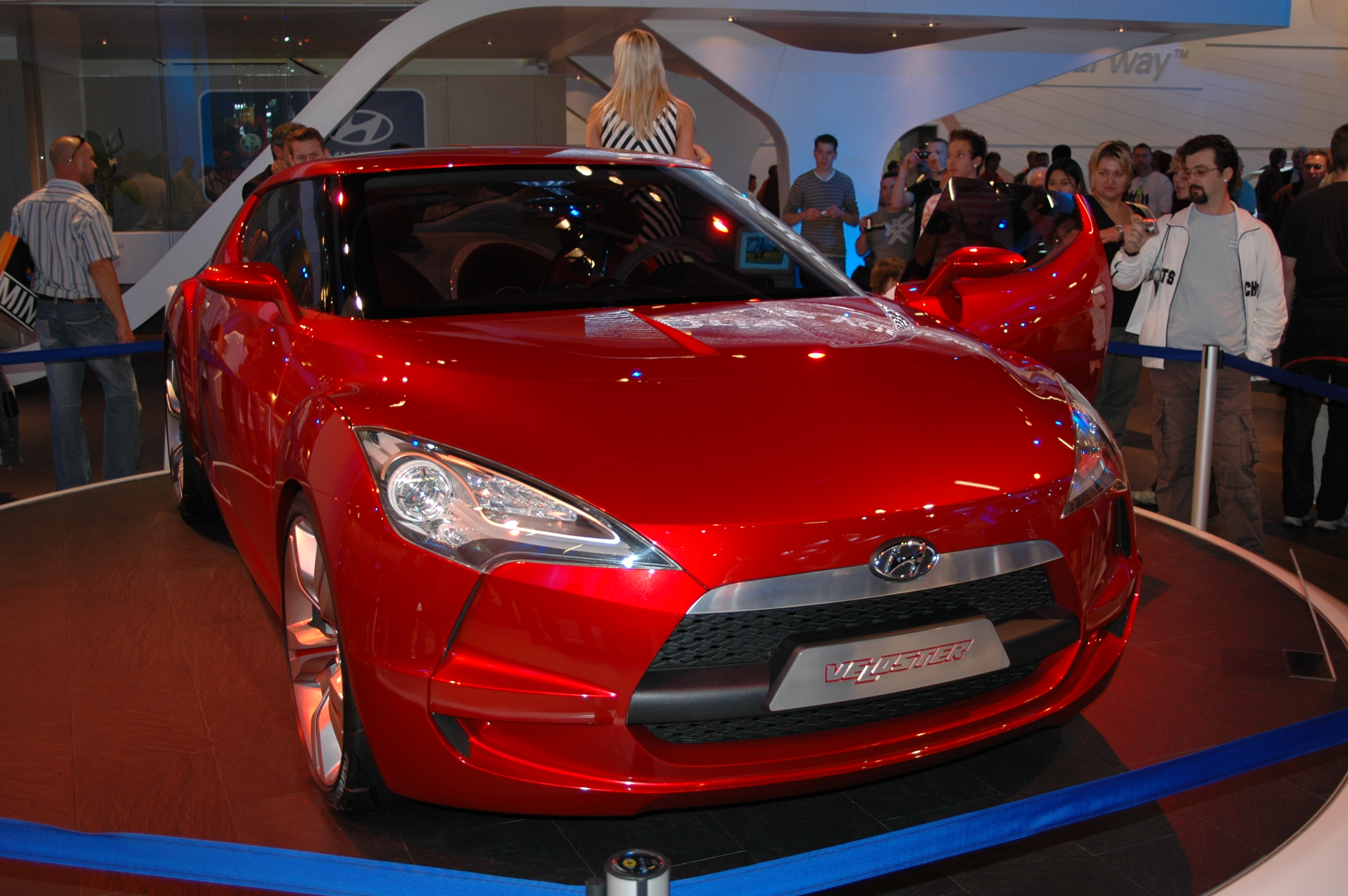
Veloster HND-3

Chiamato HND-3 è stato presentato già nel 2007 come la nascita di una futura coupé prodotta soprattutto per il mercato orientale e nord americano era presentata con un motore da 2000 cm³ a DOHC 16v e fu esposta prima in Corea del Sud e successivamente al salone dell'automobile di Detroit negli Stati Uniti d'America.

## Prima serie (FS; 2011-2018)
La Veloster è commercializzata in gran parte del mondo con un motore da 1600 cm³ da 140 CV accoppiato a un cambio manuale a sei marce oppure a un cambio a doppia frizione con comandi al volante offerto come optional.
Il cambio a doppia frizione è stata una novità per la casa coreana che con tale meccanismo ha dichiarato di poter diminuire i consumi a vantaggio delle prestazioni.
Presenta la particolarità di avere due portiere, una anteriore ed una posteriore, dal lato passeggero, mentre ha una sola portiera dal lato guida.

### Veloster Turbo

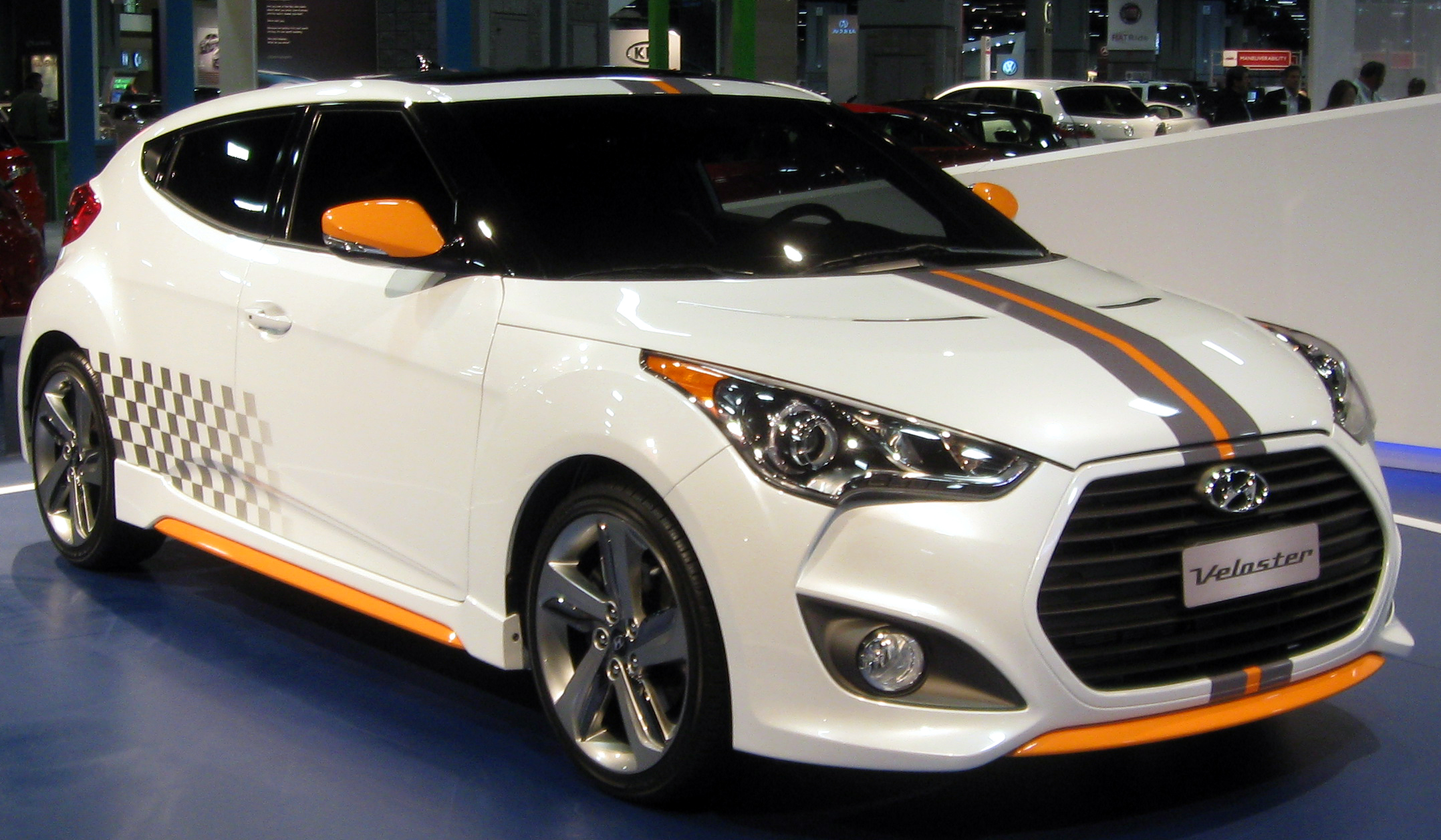
Veloster Turbo del 2012

La versione turbocompressa, introdotta nel 2012, è equipaggiata sempre da un motore da 1600 cm³ ma dotato di sovralimentazione mediante turbo, che aumenta la potenza fino a 186 CV a 5500 giri.
Equipaggiata esteticamente con gomme Kumho Solus KH25 215/40R18 85V e con inserti cromati e colori accesi.

### Motorizzazioni
| Modello                | Anno      | Tipo                   | Potenza |
| Veloster Gamma 1.6 MPi | 2011-2018 | (1.6 Gamma MPi)        | 130 CV  |
| Veloster Gamma 1.6 GDi | 2011-2018 | (1.6 Gamma GDi)/G4FD   | 140 CV  |
| Veloster Turbo 1.6 GDi | 2012-2015 | (1.6 Gamma T-GDi)/G4FJ | 186 CV  |
| Veloster Turbo 1.6 GDi | 2016-2017 | (1.6 Gamma T-GDi)/G4FJ | 204 CV  |

### Motorsports
La Veloster da corsa con un motore 2 litri da 500 CV è stata usata dall'atleta e campione americano Rhys Millen per alcune gare di Rallycross durante gli X Games di Los Angeles e in alcune apparizioni di gare drift con la livrea Red Bull. Hyundai ha annunciato che non avrebbe  più partecipato agli sport motoristici nordamericani, le auto da corsa Hyundai Veloster Global RallyCross 2011 sono state messe in vendita a partire dal 1 gennaio 2013.

## Seconda serie (JS; 2018)

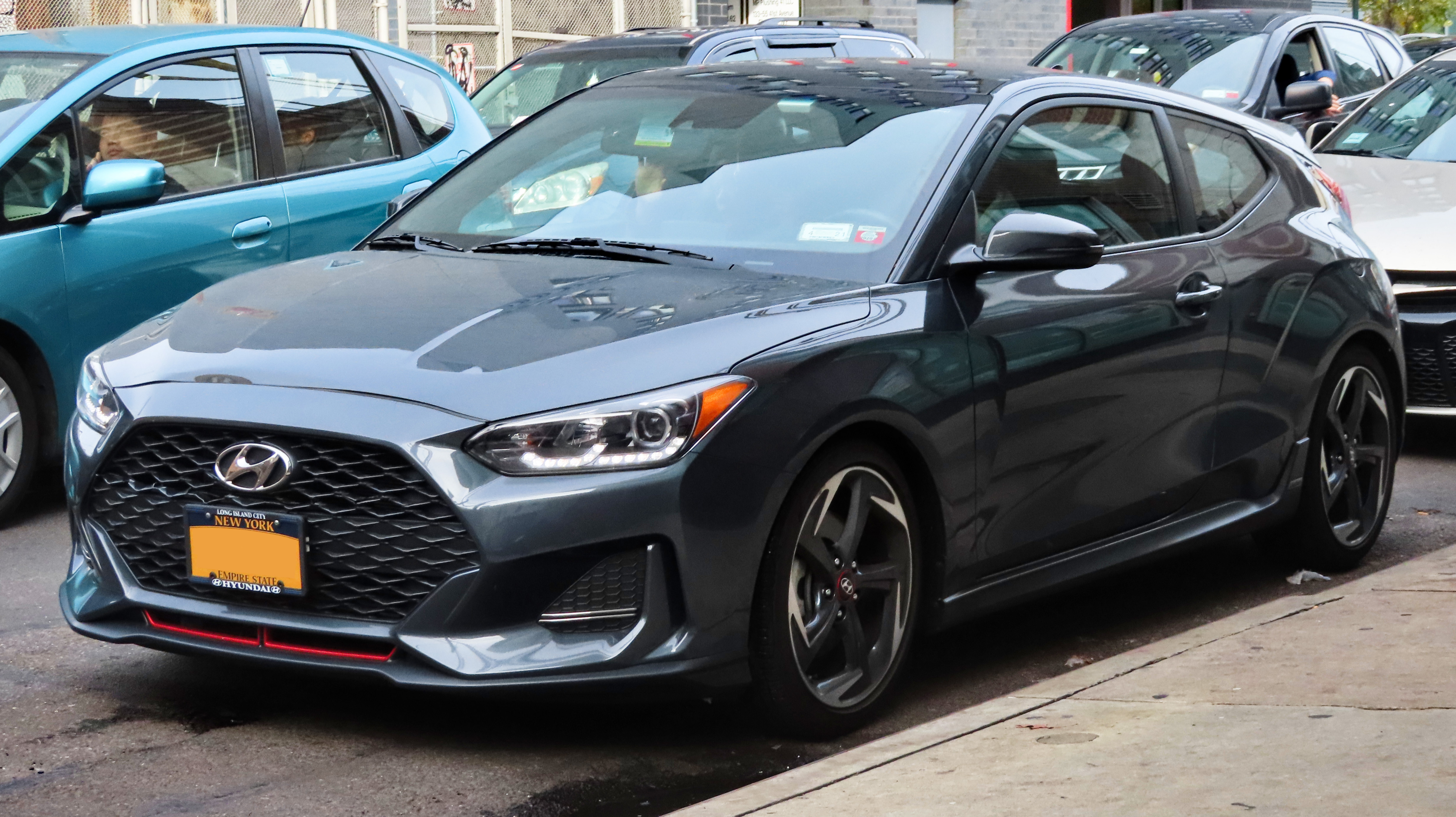
2019 Hyundai Veloster

Hyundai ha presentato la Veloster di seconda generazione al North American International Auto Show del 2018. Presenta un design nuovo di zecca rispetto alla generazione precedente, pur mantenendo la configurazione asimmetrica delle porte 2+1.
La base Veloster e Veloster Premium utilizzano un nuovo motore 2.0 litri aspirato che produce 147 CV (110 kW) e (179 Nm) di coppia, più potente del precedente 1,6 aspirato.

### Veloster N

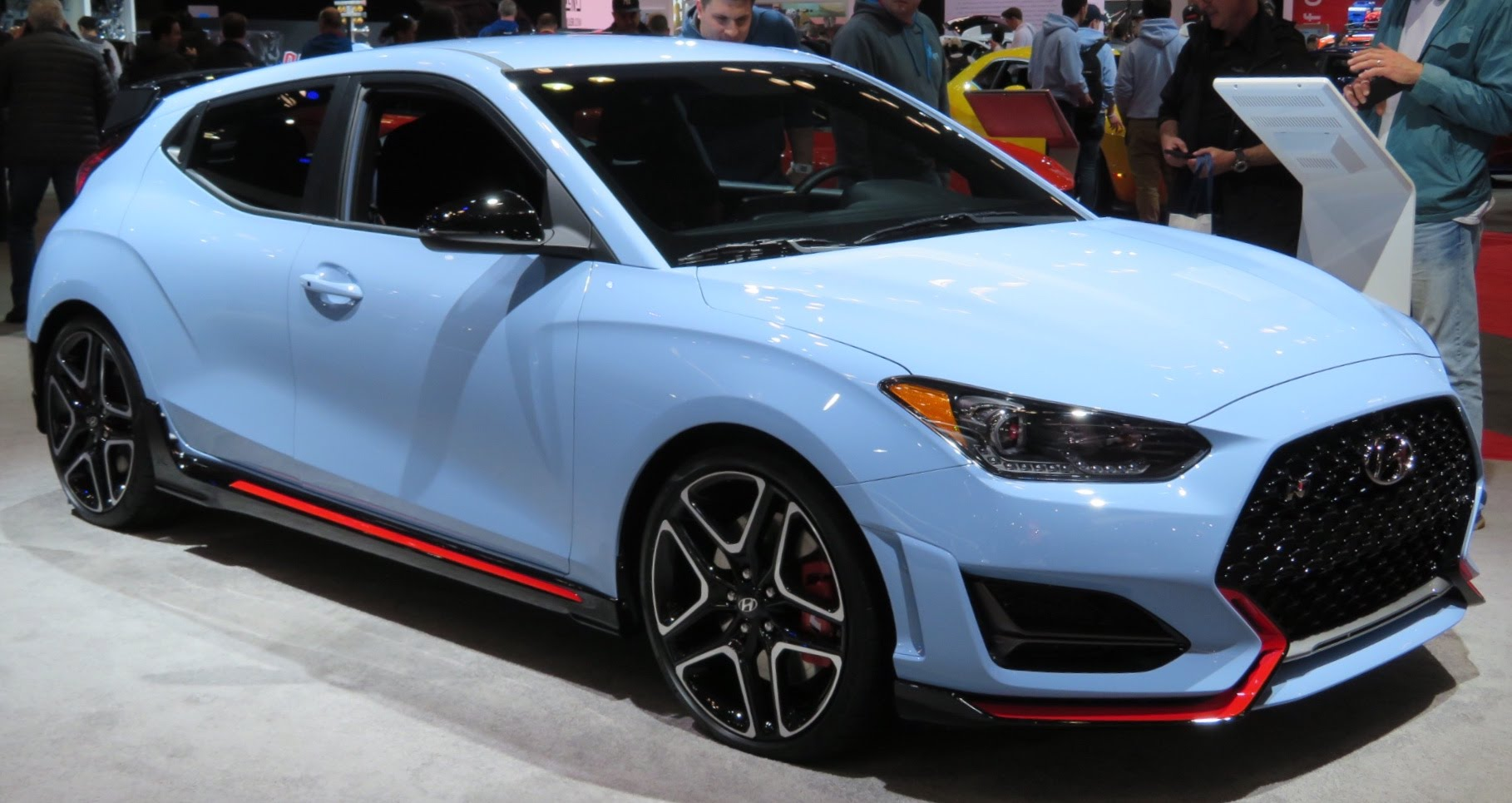
2019 Hyundai Veloster N

Introdotta nel 2019, Veloster N è stata il primo modello N venduto in Nord America.  Il motore è un quattro cilindri turbo con potenza di 275 CV è abbinato a un cambio manuale a 6 marce oppure ad un nuovo cambio a doppia frizione a 8 (introdotto successivamente nel 2020).